# The Rival Cooks
The Rival Cooks è un cortometraggio muto del 1910. Non si conoscono né regista, né altri dati certi del film che fu prodotto e distribuito dalla Selig Polyscope Company.

## Trama
Il dottor Suburb è alla ricerca di una cuoca e contatta un'agenzia di collocamento che gli manda un telegramma che riporta il testo "Cook will arrive on 2:30 train" (la cuoca arriva con il treno delle 2,30). Il telegrafista però ha dimenticato l'articolo (the cook) e il telegramma viene letto invece che "la cuoca", come "Cook arriva". Tutti pensano che si tratti di Frederick Cook, celebre esploratore artico. Lo sceriffo della città riferisce alla Peary Society locale dell'arrivo del celebre personaggio. A Lonesomehurst vengono organizzati in fretta e furia grandi preparativi per festeggiare la sua venuta. Ma, all'arrivo del treno, la delegazione che si è presentata in pompa magna resta grandemente delusa non vedendo arrivare nessuno.

## Produzione
Il film fu prodotto dalla Selig Polyscope Company.

## Distribuzione
Distribuito dalla Selig Polyscope Company, il film - un cortometraggio di 190 metri - uscì nelle sale cinematografiche statunitensi il 18 aprile 1910. Nelle proiezioni, veniva programmato con il sistema dello split reel, accorpato in un'unica bobina con un altro cortometraggio prodotto dalla Selig, la commedia Mr. A. Jonah.